# ریخت‌شناسی ریاضی

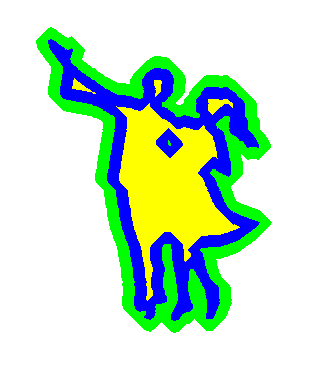
یک شکل (آبی) و اتساع ریخت‌شناسی (سبز) و سایش (زرد) توسط عنصر ساختاری آلماسی شکل

ریخت‌شناسی ریاضیاتی (انگلیسی: Mathematical morphology، به اختصار، MM) یک نظریه و تکنیک آنالیز و پردازش ساختارهای هندسی بر پایهٔ نظریه مجموعه‌ها، نظریهٔ مشبکه، توپولوژی و توابع تصادفی است که بیشتر به تصاویر دیجیتالی اعمال می‌شود هر چند می‌تواند به گراف، سطح بافته، هندسه فضایی و سایر ساختارهای فضایی نیز اعمال شود.

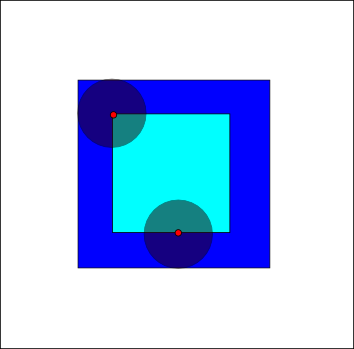
سایش مربع آبی توسط عنصر ساختاری دایره

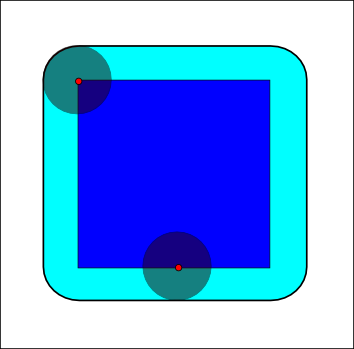
گشایش مربع آبی توسط عنصر ساختاری دایره

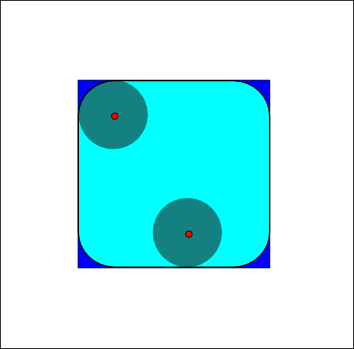
بازکردن مربع آبی توسط عنصر ساختاری دایره

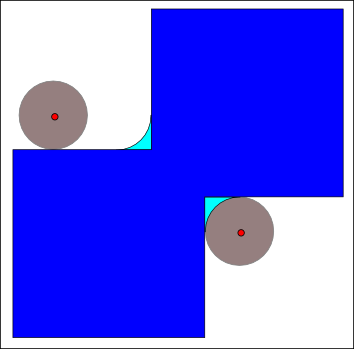
بستن مربع آبی توسط عنصر ساختاری دایره